# Union-Wacker Breslau
Union-Wacker Wrocław – niemiecki klub piłkarski z siedzibą we Wrocławiu, działający do 1945.

## Historia
Klub Union-Wacker Wrocław został założony na początku XX wieku. W sezonie 1943/44 debiutował w Gauliga Niederschlesien, w której zajął 4 miejsce w Staffel 2. W 1945 klub został rozwiązany.